# 凍結線 (天文學)
凍結線也稱為霜線（英語：frost line）、雪線（snow line）或冰線（ice line），在天文學或行星科學中指原行星盤中距離中心原恆星足够远、能让温度足夠冷以便易挥发物（如氢、氦、水、氨、甲烷、二氧化碳和一氧化碳等）凝結成固體颗粒并吸积成微行星的最短距離。在冻结线之内，只有通常为固态的较重物质能够产生吸积，因此只能形成岩石行星；在冻结线之外，通常为气态的大量物质也可以产生吸积，因此除了岩石行星外还可以形成体积庞大的巨行星（比如主要成分为氢、氦的气态巨行星，和主要成分为水、甲烷和氨的冰巨行星）。
不同的揮發性物質在原恆星星雲不同部分的壓力（因此密度不同）下具有不同的凝結溫度，因此它們各自的凍結線位置會有所不同。凍結線的實際距離和溫度取決於用於計算水冰的物理模型和太陽星雲模型的模型： 
- 在2.7AU的溫度為170 K（Hayashi，1981）[1]。
- 在3AU的溫度為150K，3.2AU為143K（Podolak和Zucker，2010）[2]。
- 3.1 AU（Martin and Livio，2012）[3]。
- ≈150 K for μm大小的顆粒約在〜150K，Km大小的天體約在〜200K（D'Angelo和Podolak，2015）[4]。

隨著星雲的演化，凝結/蒸發的前緣位置也會隨時間而變化。
有時，雪線一詞也用於表示在目前即使在陽光照射下，水冰依然可以穩定存在的距離。在太陽系形成期間，雪線的距離與現在的距離不同，大約等於5AU。造成這整差異的原因是在太陽系形成期間，太陽星雲是不透明的雲，外側溫度會比鄰近太陽的區域低，而且太陽本身輻射的能量也比現在低。形成後，行星上的冰層被落塵掩埋，在地表下幾米處保持穩定。但如果5AU內的冰暴露在一個隕石坑中，那麼它在陽光下會在短時間內就昇華。然而，在陽光直射的情況下，如果小行星（包括月球和水星）表面的冰位於極地隕石坑中的永久陰影區內，那麼這些冰仍然可以穩定的保持固態。在太陽系的整個生命期間，這些隕石坑內的溫度可能都會非常低。例如，月球上的溫度約為30-40K。
對位於火星和木星之間的小行星帶進行的觀測表明，太陽系形成期間的雪線位於這一區域內。外層小行星是冰冷的C型小行星（如Abe等人2000年；Morbidelli等人2000年），而內層小行星基本上沒有水。這意味著，當行星形成時，雪線位於距太陽約2.7AU處。
例如，半長軸為2.77AU的穀神星（矮行星），幾乎完全位於太陽系形成過程中對雪線的較低估計值上。穀神星似乎有一個冰冷的地涵，甚至地表下可能有一個海洋。
每種揮發性物質，例如一氧化碳和氮，都有自己的雪線。因此，指出是哪種物質的雪線，至始至終都是很重要的。示蹤氣體可用於難以檢測的物質，例如用於一氧化碳的二氮基。
在星雲雪線之外的區域，較低的溫度使得更多的固體顆粒可供吸積進入微行星，最終成為行星。因此，凍結線將類地行星與太陽系中的巨行星（類木行星）分開。
然而，在許多其它的恆星系統的凍結線內側，發現了許多巨大的行星：熱木星。它們被認為是在凍結線外形成，然後向內遷徙，移動到它們現在的位置。  地球與太陽的距離不到凍結線的四分之一，也不是一顆巨行星，但它有足夠的引力來封鎖甲烷、氨和水蒸氣，使它們不能逃逸。甲烷和氨在地球大氣中是稀有的，只因為它們在富氧的大氣中不穩定。源於生命形式 (主要是綠色植物)的生物化學表明，地球大氣曾經有豐富的甲烷和氨，而液態水和冰在目前的大氣中的化學性質是穩定的，因而形成與覆蓋地球表面的大部分。
研究人員麗貝卡·馬丁（Rebecca Martin）和馬里奧·利維奧提出，小行星可能是因為受到附近的巨型行星擾動，而不能凝聚成為行星，才在凍結線附近形成小行星帶。通過分析大約90顆恆星周圍發現的暖塵埃的溫度，他們得出結論：塵埃（可能是小行星帶）通常是在靠近凍結線的地方發現的。 其潛在的機制可能是凍結線在1,000至10,000年時間尺度上的熱不穩定性，導致塵埃物質在相對狹窄的星周環中周期性的沉積。
這個術語借用了土壤科學中“凍線”的概念。

## 外部連結
- The thermal structure and the location of the snow line in the protosolar nebula: axisymmetric models with full 3-D radiative transfer by M. Min, C.P. Dullemond, M. Kama, C. Dominik  （页面存档备份，存于）
- On the Snow Line in Dusty Protoplanetary Disks by D. D. Sasselov and M. Lecar